# Střední front
Střední front (rusky Центральный фронт) byl název dvou vojenských formací Rudé armády za druhé světové války.

## Střední front (24. července - 7. srpna 1941)

### Historie
Poprvé byl Střední front vytvořen 24. července 1941 z 13. a 21. armády levého (jižního) křídla Západního frontu působících na Gomelském a Bobrujském směru. Velitelství frontu vzniklo z velitelství 4. armády, její dosavadní jednotky byly podřízeny velitelství 13. armády, jejíž vojska se nalézala v obklíčení v Mogilevu a okolí. Už 8. srpna na Střední front zaútočila německá 2. tanková skupina, od 12. srpna se k útoku přidala i německá 2. armáda. Sovětská vojska nevydržela tlak a rozpadala se. 14. srpna byl pro obranu moskevského směru vytvořen Brjanský front, kterému byla předána 13. armáda. 19. srpna Němci dobyli na 21. armádě Gomel a 3. armáda ustoupila z Mozyru. O týden později byl Střední front zrušen a zbytky vojsk předány Brjanskému frontu.

### Podřízené jednotky
- 13. armáda (24. července - 16. srpna 1941)
- 21. armáda (24. července - 26. srpna 1941)
- 3. armáda (1. - 26. srpna 1941)

### Velitelé
- 24. července - 7. srpna 1941 - generálplukovník Fjodor Isidorovič Kuzněcov
- 7. - 26. srpna 1941 - generálporučík Michail Grigorjevič Jefremov

### Člen vojenské rady
- 24. července - 26. srpna 1941 - Pantělejmon Kondratěvič Ponomarenko

### Náčelníci štábu
- 24. července - srpen 1941 - plukovník Leonid Michajlovič Sandalov
- srpen - 26. srpna 1941 - generálporučík Grigorij Grigorjevič Sokolov

| Předchůdce            |                                                           | Nástupce |
| velitelství 4. armády | velitelství Středního frontu 24. července - 7. srpna 1941 | -        |

| Předchůdce                   |                                            | Nástupce                      |
| levé křídlo Západního frontu | Střední front 24. července - 7. srpna 1941 | levé křídlo Brjanského frontu |

## Střední front (15. února - 20. října 1943)

### Historie
Podruhé byl Střední front vytvořen 15. února 1943 na základě velitelství a části jednotek (21. a 65. armády) Donského frontu přesouvajících se od Stalingradu do prostoru severozápadně od Kurska. Front dostal za úkol od 15. února útočit v mezeře mezi Voroněžským a Brjanským frontem, obsadit Brjansk a Gomel, poté pokračovat směrem na Smolensk. Vojska frontu vyčerpaná dlouhými pochody byla schopna útočit až od 25. února, vklínila se mezi německou 2. tankovou a 2. armádu, přední oddíly postoupily k Novgorodu-Severskému, ale poté byly roztažené sovětské jednotky smeteny protiútokem německé 2. armády. Fronta se nakonec stabilizovala severně od Kurska.
Po delším období klidu se front 5. - 12. července v Kurské bitvě ubránil útoku nepřátelské 2. armády aby vzápětí v Operaci Kutuzov pomohl Brjanskému frontu dobýt Orel a okolí. Od 26. srpna zahájil nový útok (Černigovsko-pripjaťská operace) v rámci všeobecného sovětského postupu k Dněpru. V průběhu operace vojska postoupila o 300 km. Začátkem října se úsek frontu „posunul“ na sever - předal Voroněžskému frontu 13. a 60. armádu na již křídle, dostal od Brjanského frontu 3., 50., a 60. později i 61. armádu na severu. Do poloviny října postoupila vojska frontu až k Dněpru a Pripjati a překročila je. K 20. říjnu 1943 byl Střední front přejmenován na Běloruský front.

### Podřízené jednotky
- 21. armáda (15. února – 13. března 1943)
- 65. armáda (15. února - 20. října 1943)
- 70. armáda (15. února - 1. září 1943)
- 2. tanková armáda (15. února - zač. září 1943)
- 16. letecká armáda (15. února - 20. října 1943)

- 48. armáda (13. března - 20. října 1943)
- 60. armáda (26. března - 29. září 1943)
- 6. gardová armáda (duben - 1943)
- 3. gardová tanková armáda (27. července - polovina srpna 1943)
- 13. armáda (?- 29. září 1943)
- 3. armáda (7. - 20. října 1943)
- 50. armáda (10. - 20. října 1943)
- 61. armáda (po 10. - 20. října 1943)
- 63. armáda (10. - 20. října 1943)

### Velení
Velitel
- 12. února - 20. října 1943 - generálplukovník (od 28. dubna 1943 armádní generál) Konstantin Konstantinovič Rokossovskij

Člen vojenské rady
- 12. února - 20. října 1943 - generálmajor (od 24. srpna 1943 generálporučík) Konstantin Fjodorovič Tělegin

Náčelník štábu
- 12. února - 20. října 1943 - generálporučík (od 18. září 1943 generálplukovník) Michail Sergejevič Malinin

| Předchůdce   |                                          | Nástupce        |
| Donský front | Střední front 12. února - 20. října 1943 | Běloruský front |